# Pop Up! SMAP
『Pop Up! SMAP』（ポップ アップ! スマップ）は、SMAPの17枚目のオリジナル・アルバム。2006年7月26日にビクターエンタテインメントから発売。

## 解説
本作以降、オリジナル・アルバムが2年おきの発売となる。SMAPが、1991年9月9日にCDデビューをしてから満15周年を記念してリリースされた記念作品でもある。
初回生産分のみ、スペシャルパッケージ仕様。3D（赤青）メガネ封入。
ジャケットデザインは、前作「SAMPLE BANG!」同様、デザイナーの佐藤可士和が担当。
通常盤より、初回盤の方が歌詞カードのサイズが一回り小さく、おまけに歌詞カードの裏面のメンバーの写真を付属のメガネで見ると、立体的に見えるように細工がされている（通常盤は細工がされていない）。
タカチャ（Nai Yai Yai）やHOME MADE 家族のMICRO（TAKE OFF）などのミュージシャンが作詞を提供されている。
「だいじょうぶ」は、アマチュア時代にAqua Timez自身のライブで主に最後に演奏されていた曲であり、彼らの自主制作シングル「いつもいっしょ」のカップリング曲として収録されている。
同作以降、SMAPは隔年でオリジナルアルバムを発売するようになった為、オリジナルアルバムとしては連続で発売された最後のアルバムとなっている。

## チャート成績
- 2006年8月7日付のオリコン週間アルバムチャートで、初週32.1万枚を売り上げ、初登場1位を獲得した[1]。累計売上は43.9万枚（オリコン調べ）。

## 収録曲

### DISC 1
1. Theme of 018（inst.）
作曲・編曲:中塚武 feat. GROOVY SAUCE CREW
2. TAKE OFF
作詞:MICRO（HOME MADE 家族） / 作曲:MICRO・Takahiro / 編曲:Takahiro
3. Nai Yai Yai
作詞・作曲・編曲：タカチャ
4. Simple
作詞:篠崎隆一 / 作曲:清水哲平・Axel Bellinder・Stefan Engblom / 編曲:中西亮輔 / コーラスアレンジ:知野芳彦
6thベスト・アルバム「SMAP 25 YEARS」にも収録されている。
5. paripia! - 稲垣吾郎・草彅剛・香取慎吾
作詞:ナイス橋本 / 作曲:村カワ基成・ナイス橋本 / 編曲:村カワ基成
この曲にちなみ、一時期稲垣は『パリピアリーダー』と呼ばれていた。
6. Triangle
作詞・作曲:市川喜康 / 編曲:小西貴雄
38thシングル
テレビ朝日系 スポーツ中継テーマソング
7. モアイ - 木村拓哉・香取慎吾
作詞・作曲:Caravan / 編曲:知野芳彦
8. Call Your Number
作詞:大智・キャス / 作曲:大智 / 編曲:高野康弘
木村・香取には、歌詞カードには載っていないラップパートがある。
9. 星空の下で
作詞・作曲:YoYo・GooF are SOFFet / 編曲:橋本和則 / コーラスアレンジ:YoYo（SOFFet）
2008年発売のSOFFetのベスト・アルバム『SOFFet BEST ALBUM -ALL SINGLES COLLECTION-』初回限定盤に、セルフカバーが収録された。
10. だいじょうぶ
作詞:太志 / 作曲:Aqua Timez / 編曲:田辺恵二
Aqua Timezがアマチュア時代から歌っていた楽曲のカバー
2012年8月29日放送「僕らの音楽」にて番組のナレーションが草彅剛であることからAqua Timezによって披露される。
11. STAY
作詞:佐原けいこ / 作曲:日比野元気 / 編曲:宗像仁志
5thベスト・アルバム「SMAP AID」、6thベストアルバム「SMAP 25 YEARS」にも収録。
特に6thベスト・アルバム「SMAP 25 YEARS」ではファン投票で1位を獲得した。
12. Dear WOMAN
作詞:麻生哲朗 / 作曲・編曲:平田祥一郎 / コーラスアレンジ:知野芳彦
39thシングル
資生堂「TSUBAKI」CMソング

### DISC2
1. 女の子とLOVE SONG - 中居正広
作詞・作曲・編曲:後藤次利
浦嶋りんことのデュエット曲
中居のソロ曲で自身が作詞・作曲に参加しないのは『My Childhood Friend 〜 鏡の中のRadio』以来、12年振り。
2. 君がいる - 木村拓哉
作詞:Elvis Woodstock / 作曲:和田昌哉 / 編曲:華原大輔 / コーラスアレンジ:和田昌哉
このアルバムのソロ曲には2曲候補があり、この曲ともう1曲ハードなロックな曲があったが、後者を選ぶだろうと思っていた周りを木村自身が驚かせようとこのバラードの曲を選んだ、と自身のラジオで語っている。
3. L-O-V-E - 稲垣吾郎
作詞・作曲:Bert Keempreft・M Gabler / 編曲:小西康陽 / ストリングスアレンジ:久米大作 / 日本語詞:漣健児
ナット・キング・コールのカバー
観客の声には、蛯原友里や押切もえなど4名のCanCamモデルが参加。
この曲で、稲垣自身は自らのことをSMAPジャズ班と称している。
4. TOKIO - 草彅剛
作詞:糸井重里 / 作曲:加瀬邦彦 / 韓国語訳:草彅剛 / 編曲:Daisuke“D.I.”Imai
沢田研二のカバーの韓国語バージョン
シンファのリーダー・エリックがラップで参加。
2007年4月23日放送のBISTRO SMAPに沢田がゲスト出演した際、無許可（日本音楽著作権協会には申告している）で歌ったことを報告、事後承諾であるが許可をとっている。作詞した糸井は本曲が歌われた2006年のライブコンサートを訪れ観覧。
5. Everybody - 香取慎吾
作詞:Blaise・Maynard・tax（MONKEY MAJIK） / 作曲:Blaise・Maynard（MONKEY MAJIK） / 編曲:Daisuke "D.I" Imai＆Chikara "Ricky" Hazama / featuring Vocal:倖田來未
倖田來未とのデュエット曲
このアルバムを発売した後のツアーの9月28日の東京ドーム公演では、倖田本人が飛び入り参加し2人のデュエットが実現。また、10月12日に東京国際フォーラム・ホールAで行われた倖田のライブコンサートに香取が飛び入り参加し、再びデュエットをしている。

## テレビ出演
TAKE OFF
- 『SMAP×SMAP』（2006年8月28日、関西テレビ・フジテレビ）
この回の音楽コーナー「S-Live」でテレビ初披露。

Nai Yai Yai
- 『SMAP×SMAP』（2006年7月24日、関西テレビ・フジテレビ）
この回の音楽コーナー「S-Live」でテレビ初披露。

Simple
- 『SMAP×SMAP』（2006年8月21日、関西テレビ・フジテレビ）
この回の音楽コーナー「S-Live」でテレビ初披露。

星空の下で
- 『SMAP×SMAP』（2006年9月4日、関西テレビ・フジテレビ）
この回の音楽コーナー「S-Live」でテレビ初披露。